# ژان شاردن
ژان شاردَن (به فرانسوی: Jean Chardin) (۱۶ نوامبر ۱۶۴۳ – ۵ ژانویهٔ ۱۷۱۳) جواهرفروش و جهانگرد فرانسوی بود که در سده هفدهم میلادی به ایران صفوی و هندوستان سفر کرد. سفرنامه ۱۰ جلدی او به عنوان یکی از بهترین کارهای پژوهشگران غربی دربارهٔ ایران و خاور نزدیک برشمرده می‌شود. این سفرنامه برای نخستین بار در ایران با نام سیاحتنامه شاردن با برگردان محمد عباسی توسط انتشارات امیرکبیر در سال ۱۳۳۵ شمسی منتشر شد.

## زندگی‌نامه
ژان شاردن در ۱۶ نوامبر ۱۶۴۳ میلادی، در شهر پاریس به دنیا آمد. پدرش جواهرساز و تاجری ثروتمند در میدان دوفین بود که به ژان آموزش عالی داد و هنر خود را به او آموخت. خانوادهٔ ژان که از فرقهٔ پروتستان هوگِنو بودند، با کلیسای کاتولیک و مقامات رسمی فرانسه مشکل داشتند؛ به همین روی، او علاقه‌ای به ماندن در فرانسه نداشت و در ۲۲ سالگی تصمیم گرفت نخستین سفر خود را از پاریس به مشرق زمین آغاز کند. سفری ۶ ساله که در آن ایران بیش از دیگر کشورها توجه او را به خود جلب نمود.
سفر نخست او همراه با ام. رایسین (M. Raisin) یک تاجر لیوونیایی در سال ۱۶۶۴ آغاز شد. آنها از راه استانبول و دریای سیاه سفر کردند و در اوایل سال ۱۶۶۶ در زمان پادشاهی شاه عباس دوم به ایران رسیدند. در طول این سفر، شاه از او خواست که در بازگشت به اروپا، برایش جواهرات و سنگ‌های تراشیده قیمتی بیاورد. شاردن در اواسط سال ۱۶۶۷ از هند دیدن کرد و در سال ۱۶۶۹ به قصد بازگشت، به ایران و در سال بعد به پاریس رسید. او در آن سال شرحی از برخی وقایعی که شاهد عینی آنها در ایران بود، با عنوان «خاطرات سلیمان سوم» (به فرانسوی: Le Couronnement de Soleiman Troisième) در پاریس منتشر کرد. یک اشراف‌زاده و دانشمند ایرانی به نام میرزا سیفی که در کاخ خود در اصفهان زندانی بود، از او پذیرایی کرده، زبان فارسی را به او آموخته و در نوشتارهایش به او کمک کرده بود. ژان لقب «تاجرشاه» را که بالاترین عنوان افتخاری برای تجار بود و تنها تاجران خاصه و سلطنتی موفق به کسب آن می‌شدند، از شاه عباس دوم دریافت کرده بود.

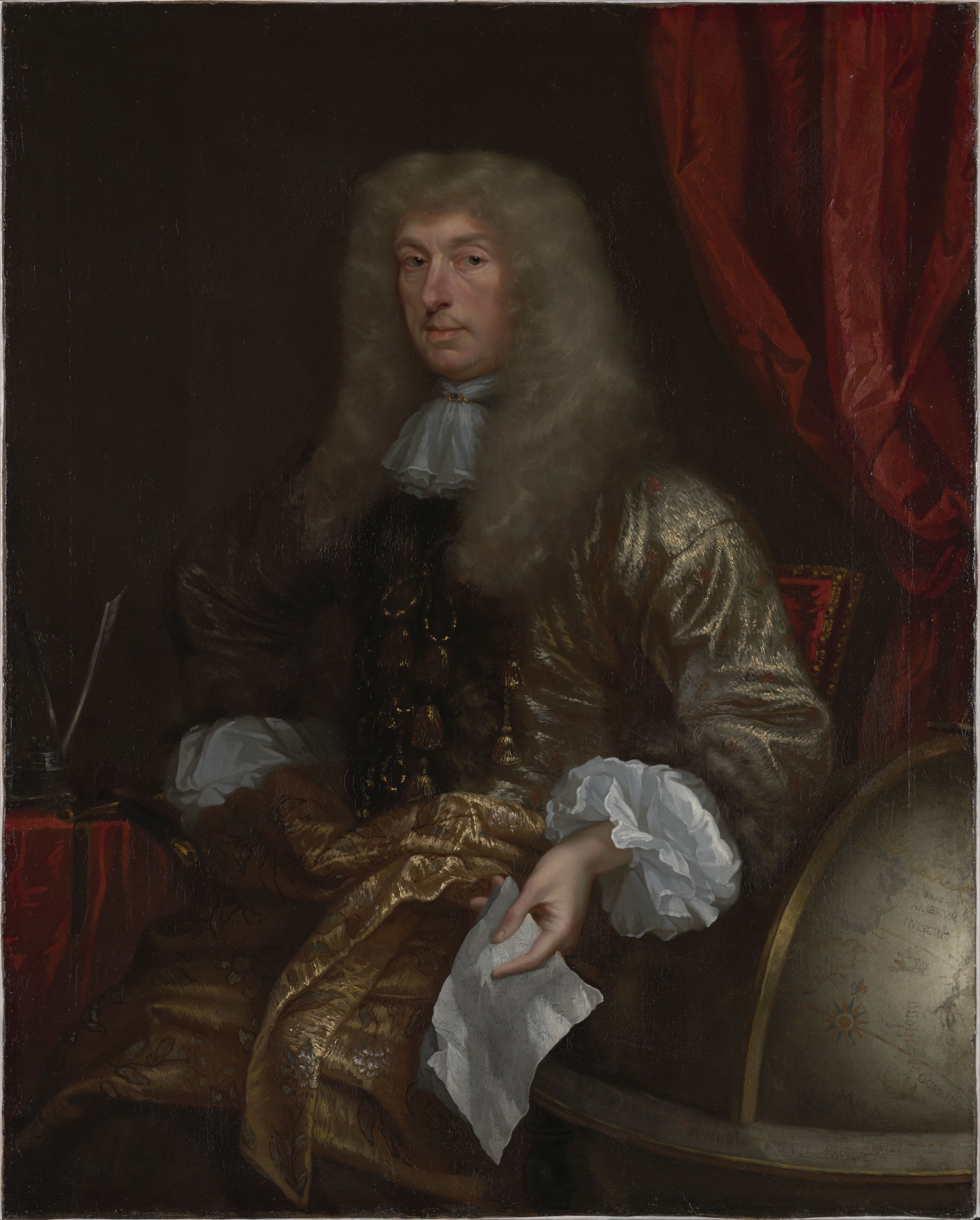
پرتره «سر ژان شاردن» منسوب به جان مایکل رایت در حدود ۱۶۹۰م

دومین و آخرین سفر شاردن به شرق در اوت سال ۱۶۷۱ آغاز شد و آن سفر نیز ۶ سال طول کشید. او از مارس تا ژوئیه ۱۶۷۲ در استانبول بود که نزاع بین وزیر بزرگ عثمانی و سفیر فرانسه، موقعیت فرانسوی‌ها را را خطرناک کرد. شاردن با یک کشتی کوچک از طریق دریای سیاه گریخت و در سفری بسیار ماجراجویانه، از گرجستان و ارمنستان راه ایران را در پیش گرفت. در طول راه، راهزنان تمام دارایی او را غارت کردند. او سرانجام در سال ۱۶۷۳ و در زمان پادشاهی شاه سلیمان یکم به اصفهان رسید و تا سال ۱۶۷۷ در این شهر اقامت کرد. شاردن در سرتاسر ایران‌زمین از دریای خزر تا خلیج فارس و رود سند سفر کرد و از چندین شهر هندی نیز بازدید کرد.
با این دو سفر، او به ثروت قابل توجهی دست یافت و تصمیم گرفت به خانه بازگردد؛ پس در سال ۱۶۷۷ با سفری به دور دماغه امید نیک به اروپا بازگشت. در سال ۱۶۸۱، شاردن به دلیل آزار و اذیت پروتستان‌ها در فرانسه کاتولیک، تصمیم به استقرار در انگلستان گرفت. او در دربار انگلیس به خوبی مورد استقبال قرار گرفت و خیلی زود به عنوان جواهرساز دربار منصوب شد. شاردن در ۱۷ نوامبر ۱۶۸۱ توسط چارلز دوم، پادشاه انگلستان در وایت هال لقب شوالیه (سِر) دریافت کرد. او تجارت قابل توجهی در جواهرات داشت و در مکاتبات زمان خود «گل بازرگانان» نامیده می‌شد. در سال ۱۶۸۲، زمانی که در هالند هاوس، کنزینگتون زندگی می‌کرد، به عضویت انجمن سلطنتی انتخاب شد.

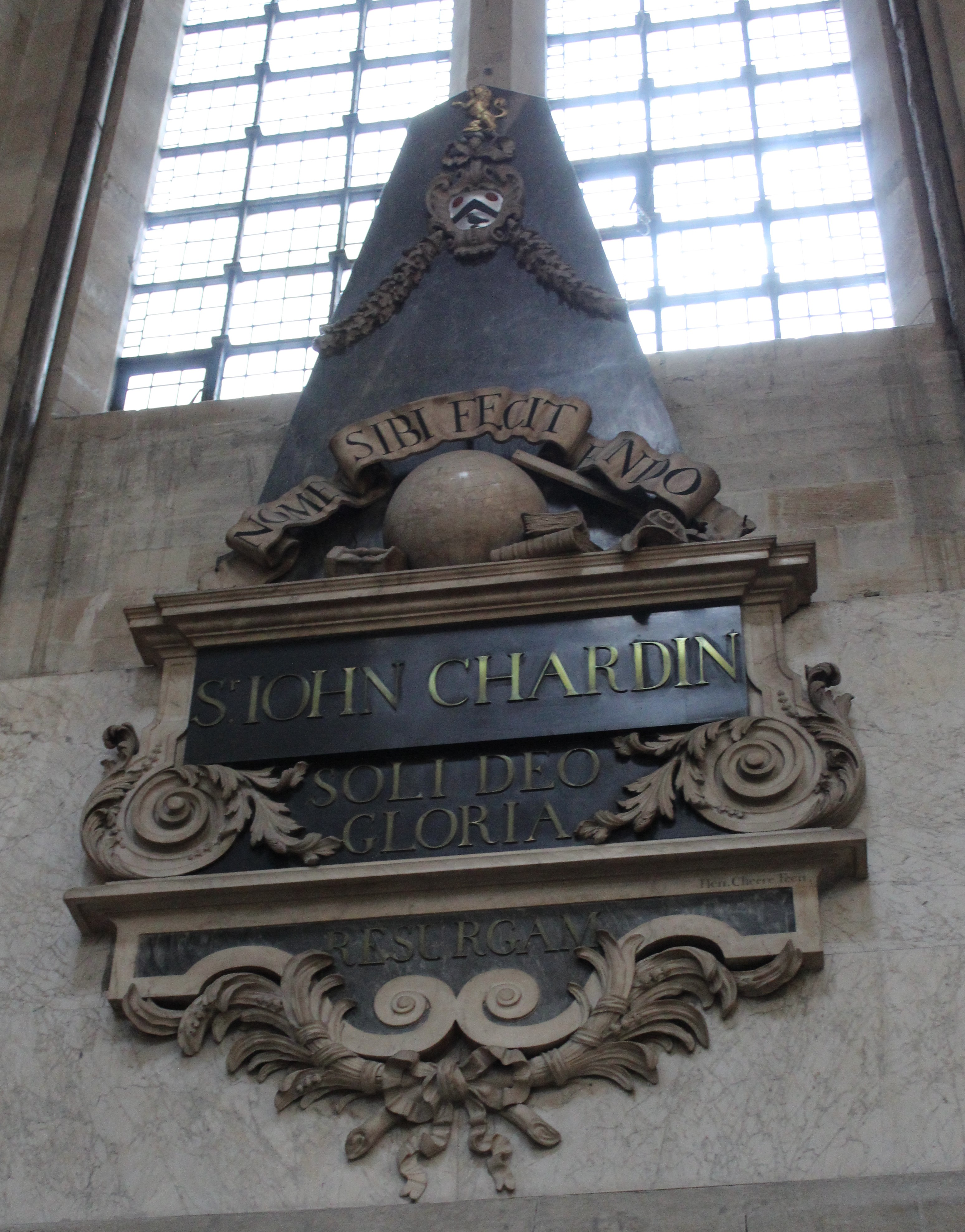
یادبود شاردن در کلیسای وست‌مینستر اثر سر هنری چیر؛ روی آن به لاتین نوشته شده: «او با سفر نامی برای خود دست و پا کرد.» (nomen sibi fecit eundo)

در سال ۱۶۸۳ به عنوان نماینده شرکت هند شرقی انگلیس به هلند اعزام شد. شاردن در بازگشت به لندن بیشتر وقت خود را به مطالعات شرق‌شناسی اختصاص داد و در سال‌های پایانی خود در تورنین زندگی می‌کرد تا اینکه سرانجام در سال ۱۷۱۳ در چیزیک لندن درگذشت. او در تورنهام گرین در چیزیک به خاک سپرده شد. بنای یادبودی از تشییع جنازه شاردن در کلیسای وست‌مینستر وجود دارد.

### همسر و فرزندان
ژان شاردن در همان روز اعطای عنوان شوالیه، با یک بانوی پروتستان به نام استر پینیه، دختر مشاور پارلمان روئن، که در آن زمان در لندن پناهنده بود ازدواج کرد. شاردن دو پسر و دو دختر داشت. پسر بزرگ او همنام خودش ژان، در سال ۱۷۲۰ یک بارونت شد و مجرد درگذشت. او خانه و املاک بزرگ خود ازجمله در سان‌بری-آن-تامز را به برادرزاده‌اش سر فیلیپ شاردن ماسگریو به ارث گذاشت.

## سفرنامه شاردن

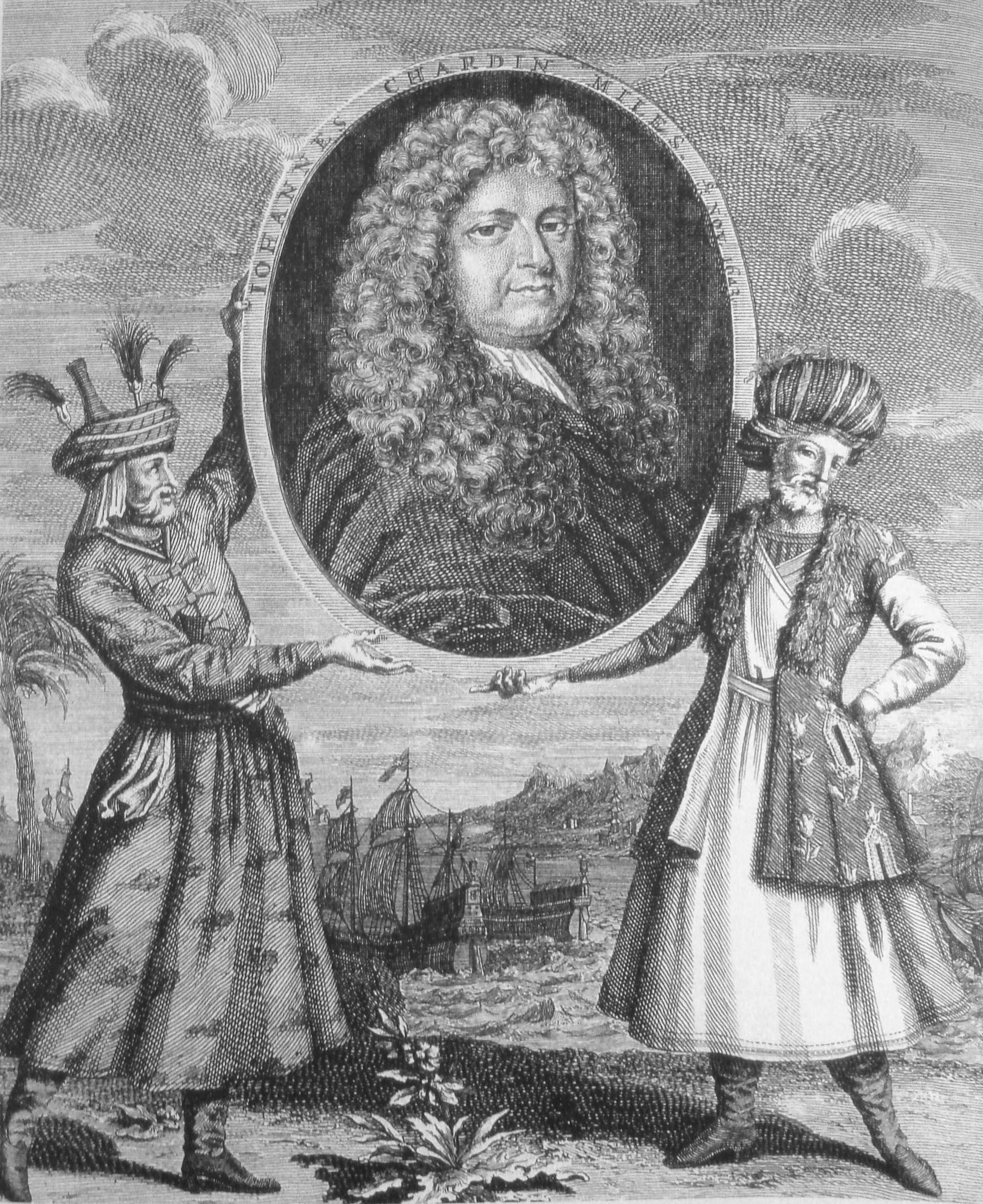
نگاره‌ای از صفحه آغازین سفرنامه شاردن چاپ سال ۱۷۳۹م

ژان شاردن پس از دو سفر مهم خود به ایران صفوی و مشاهده زندگی، فرهنگ و ساختار سیاسی این کشور، تصمیم گرفت تا تجربیات و مشاهداتش را به صورت یک سفرنامه تدوین کند. دلیل اصلی او برای نوشتن این اثر، ثبت جزئیات دقیق از ایران و انتقال دانسته‌هایش به مخاطبان اروپایی بود. شاردن احتمالاً کار بر روی یادداشت‌ها و مشاهداتش را بلافاصله پس از بازگشت از ایران در سال ۱۶۷۷ آغاز کرد. و اولین نسخه از سفرنامه او در سال ۱۶۸۶ میلادی با نام «سفرنامه‌های آقای شاردن» (به فرانسوی: Voyages de Monsieur le Chevalier Chardin) در پاریس منتشر شد. ترجمه انگلیسی آن نیز در همان سال در لندن منتشر شد. این جلد نخست شامل سفر ژان از پاریس به اصفهان بود و پرتره‌ای نیم‌قد از او اثر لوگان در خود داشت. شاردن نسخه‌های تکمیلی و مفصل‌تری از سفرنامه خود را در نسخه‌ای جامع‌تر در سال‌های بعد در آمستردام منتشر کرد.
نسخه کامل این سفرنامه برای اولین بار، توسط محمد عباسی در ده جلد و در سال‌های ۱۳۳۵ تا ۱۳۴۵ شمسی در دوره پهلوی به چاپ رسیده است. کلیات سفرنامه شاردن بر اساس چاپ ایران و ترجمه محمد عباسی به این ترتیب می‌باشد:
1. جلد اول: معرفی شاردن، توصیف مسافرت شاردن از پاریس تا کلشید (منطقه‌ای در قفقاز)، دربار عثمانی، روابط عثمانی با اروپا، بازرگانان اروپایی در عثمانی، توصیف قفقاز و مردمان آن، مسیحیت در ارمنستان و توصیف جنگ‌های صلیبی.
2. جلد دوم: شرح منطقه کلشید، آداب و رسوم مردمان منطقه قفقاز، توصیف گرجستان، تفلیس، ایروان، توصیف مسافرت از تفلیس تا تبریز، شرح تبریز، شرحی در خصوص تاریخ ایران در قبل و بعد از اسلام.
3. جلد سوم: توصیف مسافرت از تبریز تا قم و اصفهان و مطالبی در خصوص دربار و اوضاع کشور ایران و شرحی در مورد شرق دور و معرفی شهرهای ایران.
4. جلد چهارم: آداب و رسوم ایرانیان، گیاهان و محصولات ایران زمین، کانی‌ها و معادن، حیوانات اهلی، ماهی‌ها، ورزش‌ها، پوشاک مردمان، آرایش زنان، خوراک مردم، رواج تریاک و شراب و بنگ در میان مردم، صنایع چاپ در ایران، معماری، صنایع دستی، صادرات و تجارات و واحدهای پولی.
5. جلد پنجم: علوم و مکاتب و مدارس در ایران، حساب و موسیقی و نجوم و فلسفه و پزشکی در ایران، هنرهای زیبا در ایران، ادبیات و اخلاقیات.
6. جلد ششم: ادامه توصیف علوم در ایران، مدارس، دانشمندان ایرانی، کتابت فارسی، صرف هزینه هنگفت در تعلیم و تربیت، مدارس در اصفهان، توصیف زبان فارسی، کاغذسازی و صنعت چاپ، موسیقی، نجوم، اسطرلاب، تقویم و گاه‌شماری، اعیاد مذهبی، رمالی و استخاره، ساعات سعد و نحس، تصوف و عرفان در ایران، حکایت‌های رایج در میان مردمان، علم جغرافیا، مورخان ایرانی، فردوسی، تاریخ ادبیات ایران، باز هم موسیقی در ایران.
7. جلد هفتم: طب در ایران، هنرهای زیبا و شرح شهر اصفهان.
8. جلد هشتم: ادامه معرفی اصفهان، سازمان سیاسی و مدنی و نظامی ایران، دربار و مناصب حکومتی، درآمدهای شاه، حرم‌سرا، خواجه سرایان و روحانیت.
9. جلد نهم: داستان فوت شاه عباس دوم و بر تخت نشستن شاه سلیمان یکم و اوضاع ایران در این هنگام.
10. جلد دهم: فهرست مطالب.

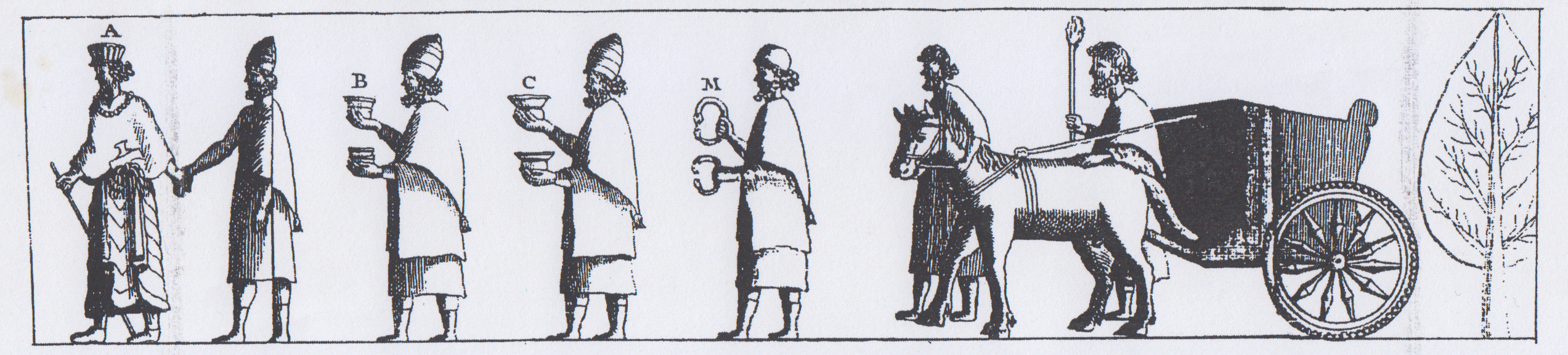
نگاره‌ای از هیئت نمایندگی هخامنشی در تالار آپادانا در سفرنامه شاردن؛ چاپ آمستردام (۱۷۳۵).

او در سفرنامه خود که سال ۱۷۱۱ (بیش از سیصد سال پیش) در آمستردام چاپ شد از خُلقیات گرفته تا متراژ منازل و تنوع طبیعت در ایران مطلب نوشت. همچنین شاردن نخستین فرانسوی بود که در سفرنامهٔ خود از فردوسی و شاهنامه و برخی دیگر از شاعران ایرانی و آثار آنها یاد کرد و اگرچه اطلاعاتش در این خصوص ناقص بود، ولی توجه جامعهٔ ادبی فرانسه را به ادبیات فارسی جلب کرد. تصاویری که شاردن از مکان‌ها و شهرها و مردمان ایرانی در کتابش درج کرده از مهم‌ترین منابع تاریخی ایران است. برای ترسیم این تصاویر، شاردن یک نقاش اروپایی را با خود به ایران برده بود.

## دیدگاه‌های شاردن دربارهٔ ایرانیان
توصیفات شاردن از ایران همچنین ازجمله نشانه‌های عقب ماندن تدریجی تمدن شرق از غرب می‌باشد. اینکه چطور کشورهای مشرق زمین در علم روز و نیز شیوه‌های حکمرانی، درحال عقب‌ماندن از کشورهای اروپایی هستند. وی در مورد ایرانیان به چهار نکته اصلی اشاره می‌کند:
- طبعی سست و تنبل دارند و به کار عشق ندارند و فقط برای رفع نیازمندی‌های ضروری کار می‌کنند. اما چون دارای فکر خوب، روح صبور و اندیشه موّاجی هستند، اگر پاداش کریمانه‌ای وجود می‌داشت، کامیابی‌های حیرت‌آوری نصیب‌شان می‌شد.
- هیچ‌گونه حرص و ولعی به اکتشافات و اختراعات جدید ندارند؛ به آنچه دارند، اکتفا می‌کنند و دوست دارند که به جای آموزش صنایع و ساخت، مصنوعات خارجی را خریداری کنند.
- توانایی شب‌زنده‌داری و تحمل کار و زحمت بسیار که لازمه پیدایش آثار نفیس، ظریف و صنایع فنی می‌باشد را ندارند و محدودیت آگاهی آنها، ناشی از همین است و علم آنان جز حفظ و تکرار پیشینیان نیست و به همین جهت صنعت‌شان بدوی و ناقص است و نمی‌توان تکاملی از علم و صنعت را در میان‌شان دید.
- روش صنعت‌گران مشرق زمین است که از ابزار و اسباب کار بسیار کمی استفاده می‌کنند. کمی ابزار و اسباب، نقص کار آنها است.

## ترجمه آثار
سفرنامهٔ شاردن به زبان فارسی ترجمه شده و با مشخصات زیر به چاپ رسیده است:
- سفرنامهٔ شاردن، به کوشش کریم سخنور، تهران: امیرکبیر، ۱۳۳۵، انتشارات آواژه ابریشمی: خانه تاریخ و تصویر ابریشمی، ۱۳۹۴؛ ۸۰ صفحه (ترجمه بخشی از کتاب که به بخش آذربایجان شرقی پرداخته است).
- س‍ف‍رن‍ام‍هٔ ش‍اردن: ق‍س‍م‍ت اص‍ف‍ه‍ان، ت‍رج‍م‍هٔ ح‍س‍ی‍ن ع‍ری‍ض‍ی، ب‍ه‌ک‍وش‍ش م‍رت‍ض‍ی ت‍ی‍م‍وری، ب‍ا م‍ق‍دم‍هٔ ف‍ض‍ل‌ال‍ل‍ه ص‍ل‍وات‍ی، تهران: ن‍گ‍اه، ۱۳۶۲، اص‍ف‍ه‍ان: ن‍ش‍ر گ‍ل‌ه‍ا، ۱۳۷۹؛ ۲۱۱ صفحه.
- س‍ف‍رن‍ام‍هٔ ش‍اردن: ب‍رگ‍زی‍ده و ش‍رح، ران‍ل‍د داب‍ل‍ی‍و ف‍ری‍ر، ت‍رج‍م‍ه ح‍س‍ی‍ن ه‍ژب‍ری‍ان و ح‍س‍ن اس‍دی، ت‍ه‍ران: ن‍ش‍ر و پ‍ژوه‍ش ف‍رزان روز، چاپ اول: ۱۳۸۴، چاپ سوم: ۱۳۹۶؛ ۳۷۴ صفحه.
- ش‍رح ت‍اج‌گ‍ذاری ش‍اه س‍ل‍ی‍م‍ان ص‍ف‍وی و وق‍ای‍ع دو س‍ال ب‍ع‍د، ت‍أل‍ی‍ف ش‍اردن فرانسوی، ت‍رج‍م‍هٔ ع‍ل‍ی‌رض‍ا [ام‍ی‍ر ت‍وم‍ان] (م‍ت‍رج‍م‌ال‍س‍ل‍طن‍ه)، ت‍ه‍ران: مطبعه طهران، ۱۳۳۱ قمری(۱۲۸۹ شمسی)؛ ۱۵۲ صفحه.
- س‍ی‍اح‍ت‍ن‍ام‍هٔ ش‍اردن، ت‍رج‍م‍ه م‍ح‍م‍د ع‍ب‍اس‍ی، دائ‍ره‌ال‍م‍ع‍ارف ت‍م‍دن ای‍ران (جلد ۸، ۹ و ۱۰)، ت‍ه‍ران، ۱۳۴۵.
- س‍ی‍اح‍ت‍ن‍ام‍هٔ ش‍اردن، ت‍رج‍م‍ه م‍ح‍م‍د ع‍ب‍اس‍ی، دائ‍ره‌ال‍م‍ع‍ارف ت‍م‍دن ای‍ران (جلد ۳ و ۴)، ت‍ه‍ران، بی‌تا.
- س‍ی‍اح‍ت‍ن‍ام‍هٔ ش‍اردن، ب‍ا ح‍واش‍ی و ت‍ع‍ل‍ی‍ق‍ات و ت‍وض‍ی‍ح‍ات ل‍غ‍وی و ت‍وض‍ی‍ح‍ات ل‍غ‍وی و ت‍اری‍خ‍ی و ف‍ره‍ن‍گ اص‍طلاح‍ات و ف‍ه‍ارس ت‍رج‍م‍ه م‍ح‍م‍د ع‍ب‍اس‍ی، دائ‍ره‌ال‍م‍ع‍ارف ت‍م‍دن ای‍ران (جلد ۵ و ۶)، ت‍ه‍ران: ۱۳۳۸.
- س‍ی‍اح‍ت‍ن‍ام‍هٔ ش‍اردن، ب‍ا ح‍واش‍ی و ت‍ع‍ل‍ی‍ق‍ات و ت‍وض‍ی‍ح‍ات ل‍غ‍وی و ت‍وض‍ی‍ح‍ات ل‍غ‍وی و ت‍اری‍خ‍ی و ف‍ره‍ن‍گ اص‍طلاح‍ات و ف‍ه‍ارس ت‍رج‍م‍ه م‍ح‍م‍د ع‍ب‍اس‍ی، دائ‍ره‌ال‍م‍ع‍ارف ت‍م‍دن ای‍ران (جلد ۳، ۴ و ۷)، ت‍ه‍ران: بی‌تا.
- سفر به قطب شمال (به انضمام دو کتاب دیگر)، روژه روسل، پل‌شاک، و ژان شاردن، ترجمه و اقتباس ذبیح‌الله منصوری، تهران: زرین، ۱۳۷۶؛ صفحات ۲۳۵–۳۱۵: صفحات منتشرنشده‌ای از سیاحتنامه شاردن.
- س‍ی‍اح‍ت‍ن‍ام‍ه‍. ش‍اردن، ب‍ا ح‍واش‍ی و ت‍ع‍ل‍ی‍ق‍ات و ت‍وض‍ی‍ح‍ات ل‍غ‍وی و ت‍اری‍خ‍ی و ف‍ره‍ن‍گ اص‍طلاح‍ات و ف‍ه‍ارس اع‍لام و ت‍ص‍اوی‍ر ع‍ت‍ی‍ق و ب‍اس‍ت‍ان‍ی، عنوان دیگر: دائ‍ره‌ال‍م‍ع‍ارف ت‍م‍دن ای‍ران، ت‍رج‍م‍ه م‍ح‍م‍د ع‍ب‍اس‍ی، ۱۰ جلد، ت‍ه‍ران: امیرکبیر، ۱۳۳۵–۱۳۴۵، چاپ دوم: اسفند ماه ۱۳۴۹.
- سفرنامه. ش‍اردن: م‍ت‍ن ک‍ام‍ل، ت‍رج‍م‍هٔ اق‍ب‍ال ی‍غ‍م‍ای‍ی، ۵ جلد، ت‍ه‍ران: ت‍وس، ۱۳۷۲–۱۳۷۵.

## آثار دربارهٔ شاردن
تعدادی از کتاب‌ها کع دربارهٔ ژان شاردن نوشته شده‌اند عبارت‌اند از:
- ژان شاردن، نوشتهٔ کلود گودون، ترجمه محمد مجلسی، تهران: دنیای نو، ۱۳۸۷.
- ش‍اردن و ای‍ران: ت‍ح‍ل‍ی‍ل‍ی از اوض‍اع ای‍ران در ق‍رن ه‍ف‍ده‍م م‍ی‍لادی، نوشتهٔ دی‍رک‌وان‌در ک‍روی‍س، ت‍رج‍م‍ه ح‍م‍زه اخ‍وان‌ت‍ق‍وی، ت‍ه‍ران: م‍رک‍ز ب‍ی‍ن‌ال‍م‍ل‍ل‍ی گ‍ف‍ت‍گ‍وی ت‍م‍دن‌ه‍ا، ۱۳۸۰، نشر و پژوهش فرزان‌روز، ۱۳۸۴.
- اطلس شوالیه شاردن: مجموعه تصاویر سیاحت‌نامهٔ ایران، گردآورنده لویی لانگه، به اهتمام امیراعلا عدیلی، حوزهٔ هنری استان اصفهان و حوزه هنری انقلاب اسلامی استان فارس، اصفهان: طراحان هنر، ۱۳۹۲.

## نگارخانه
نمونه‌هایی از نقاشی‌ها و طراحی‌های سفرنامه شاردن از ایران:

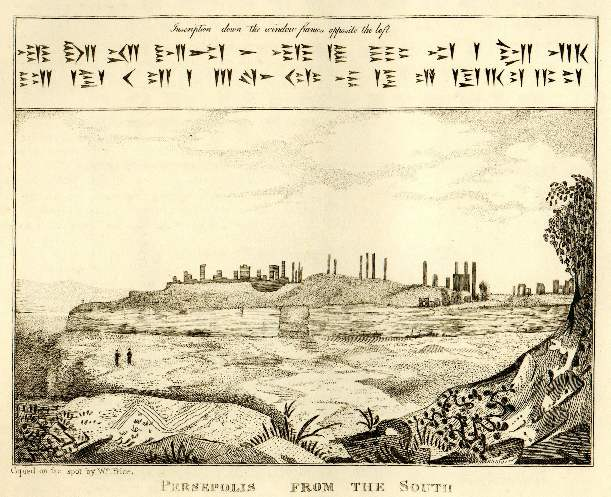
نقاشی از تخت جمشید
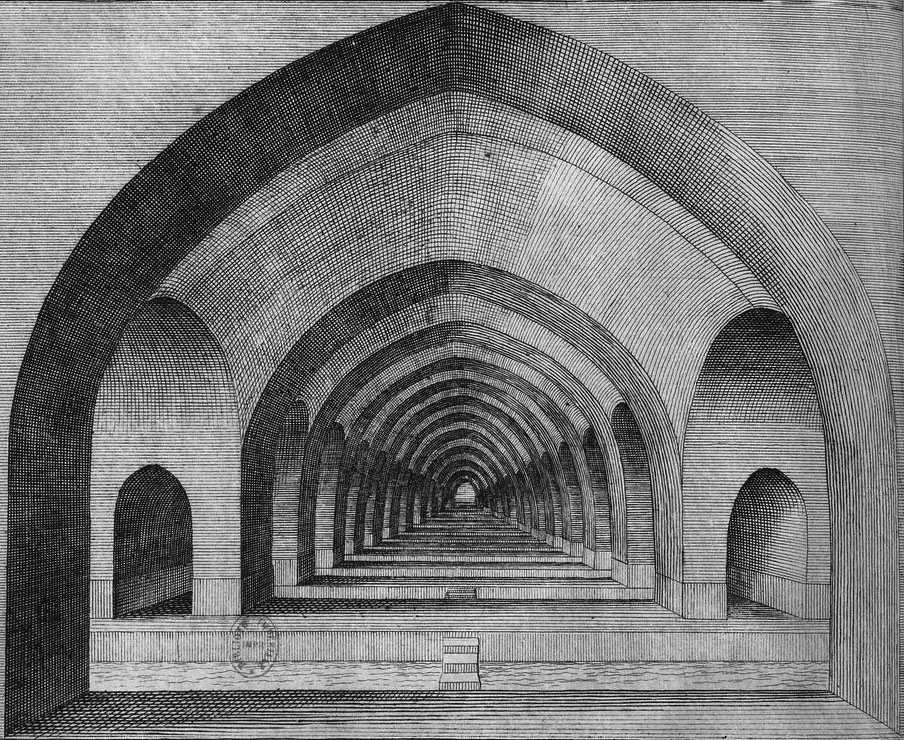
نمای درونی پل خواجو
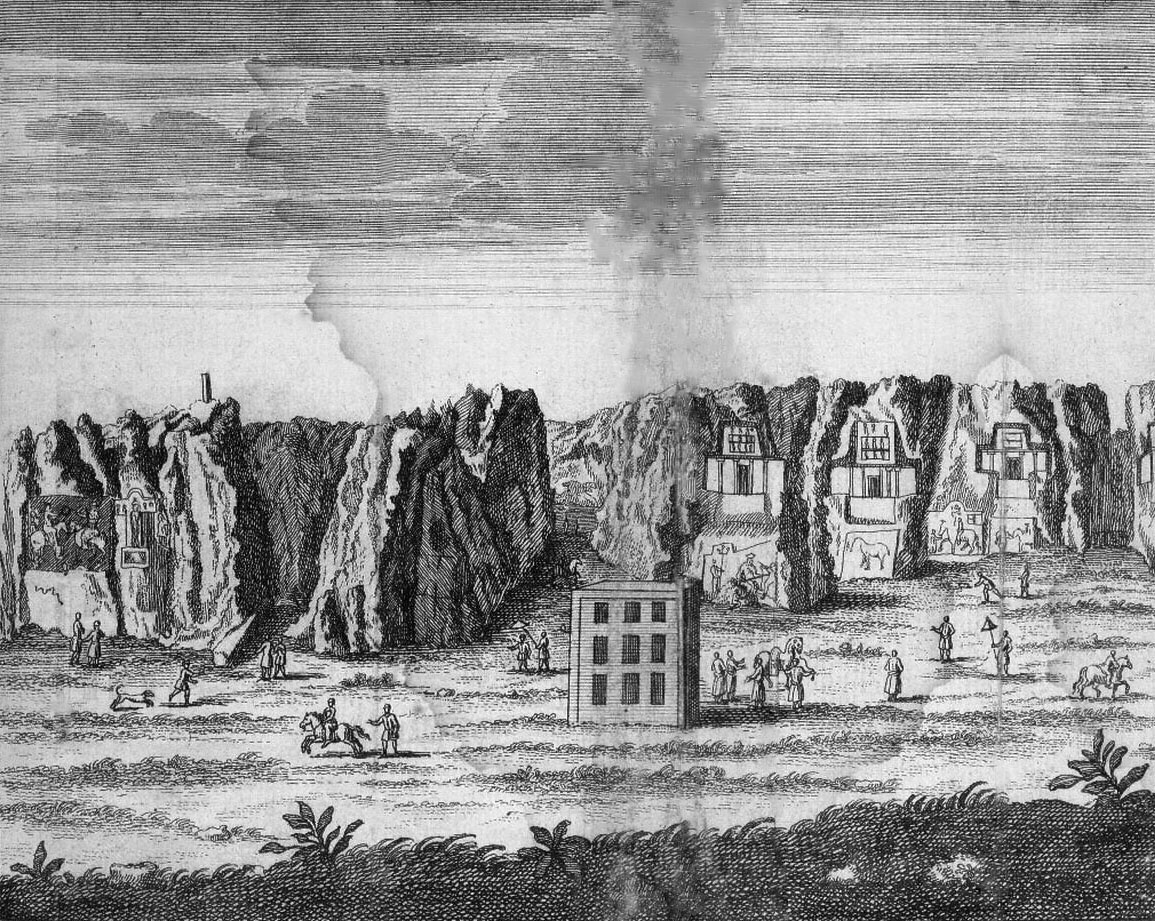
نقاشی از نقش رستم
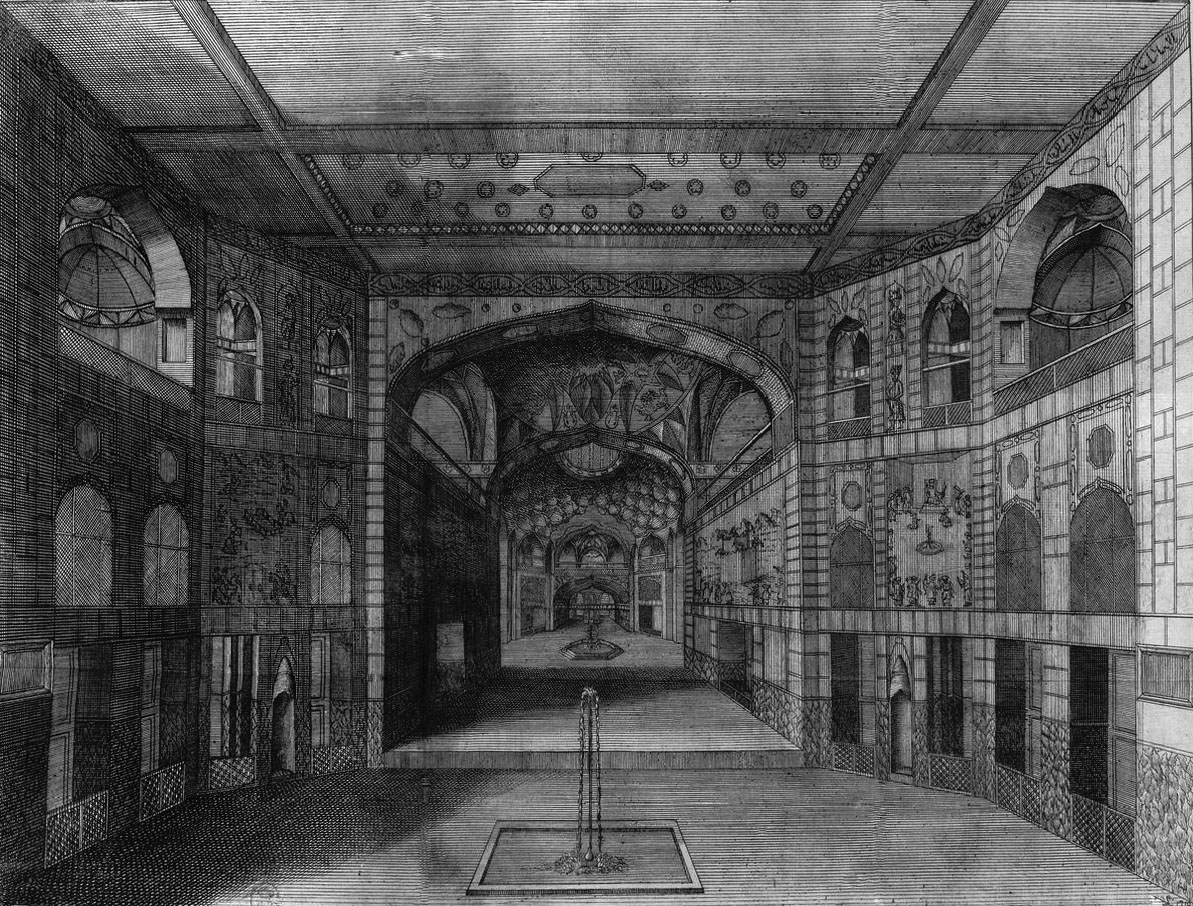
کاخ چهارباغ در اصفهان
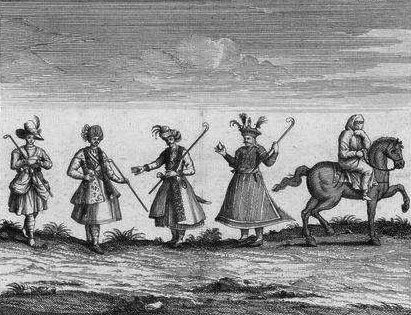
پوشش مردان در دوره صفویه
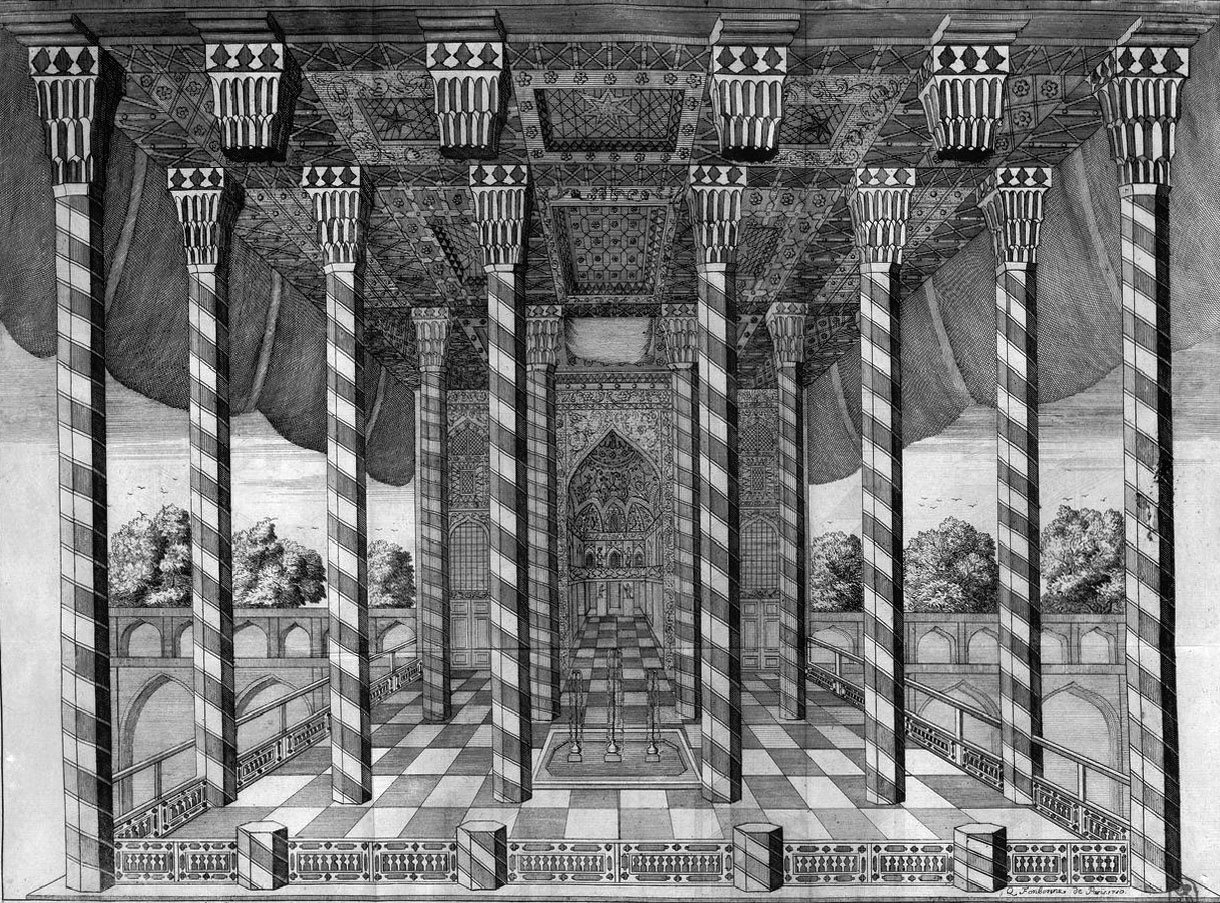
تالار آیینه‌خانه
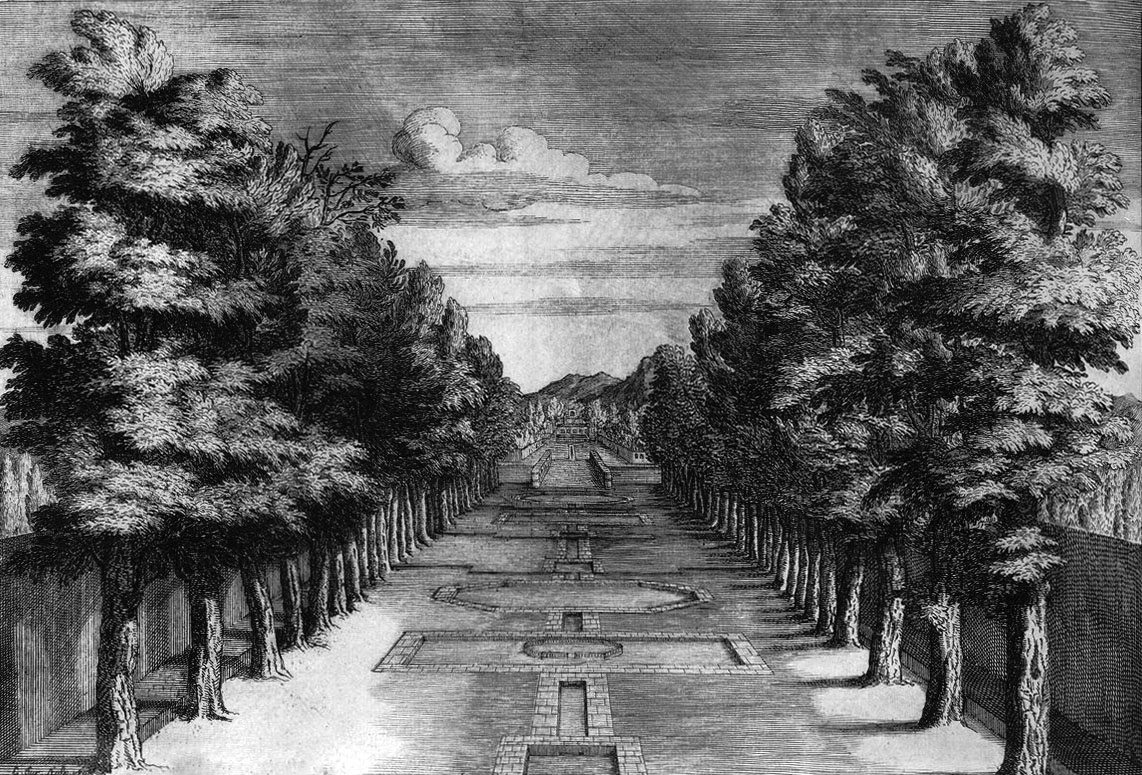
خیابان چهارباغ در اصفهان
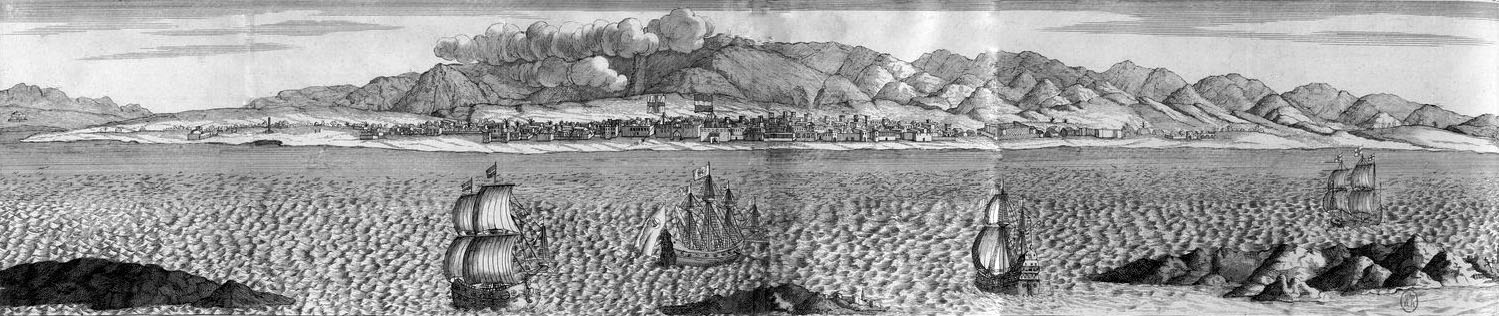
نمایی از بندرعباس
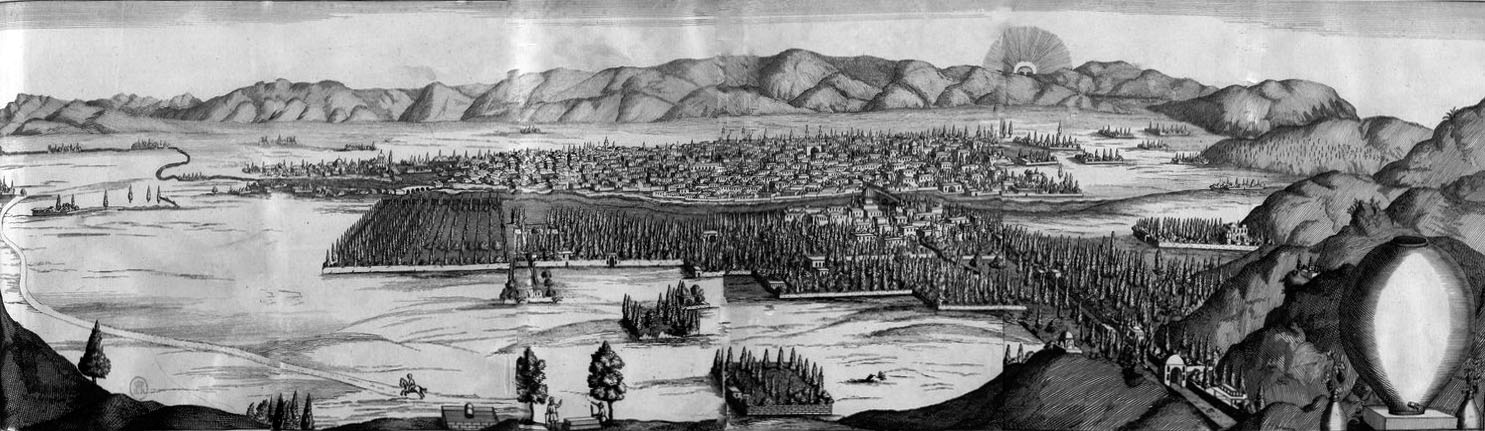
نمایی از شیراز
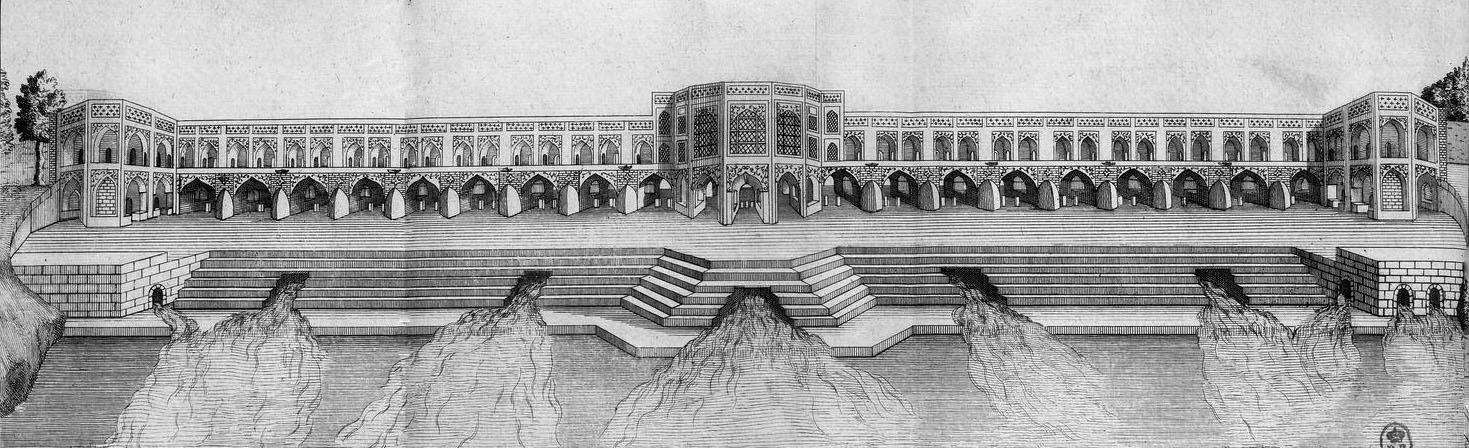
نمای بیرونی پل خواجو
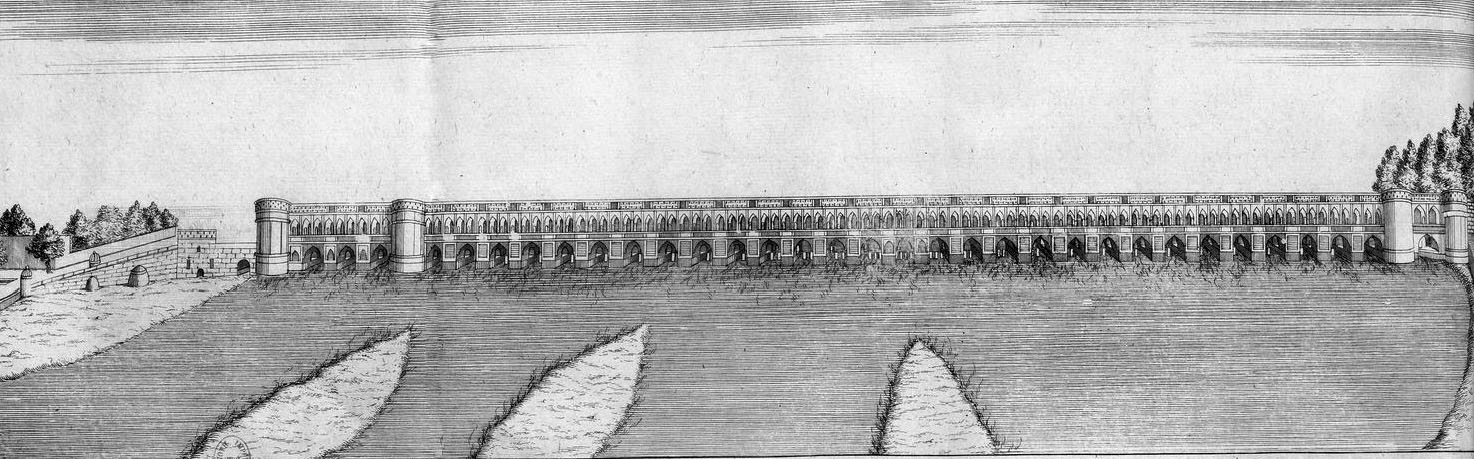
نمای بیرونی سی‌وسه پل
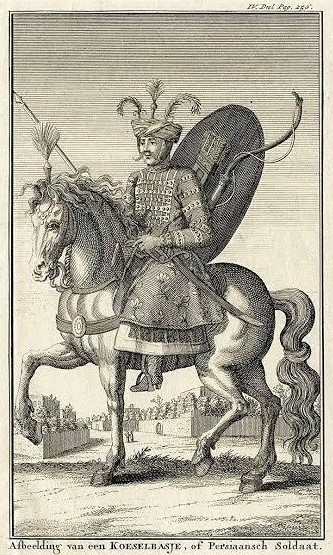
نقاشی یک جنگاور قزلباش
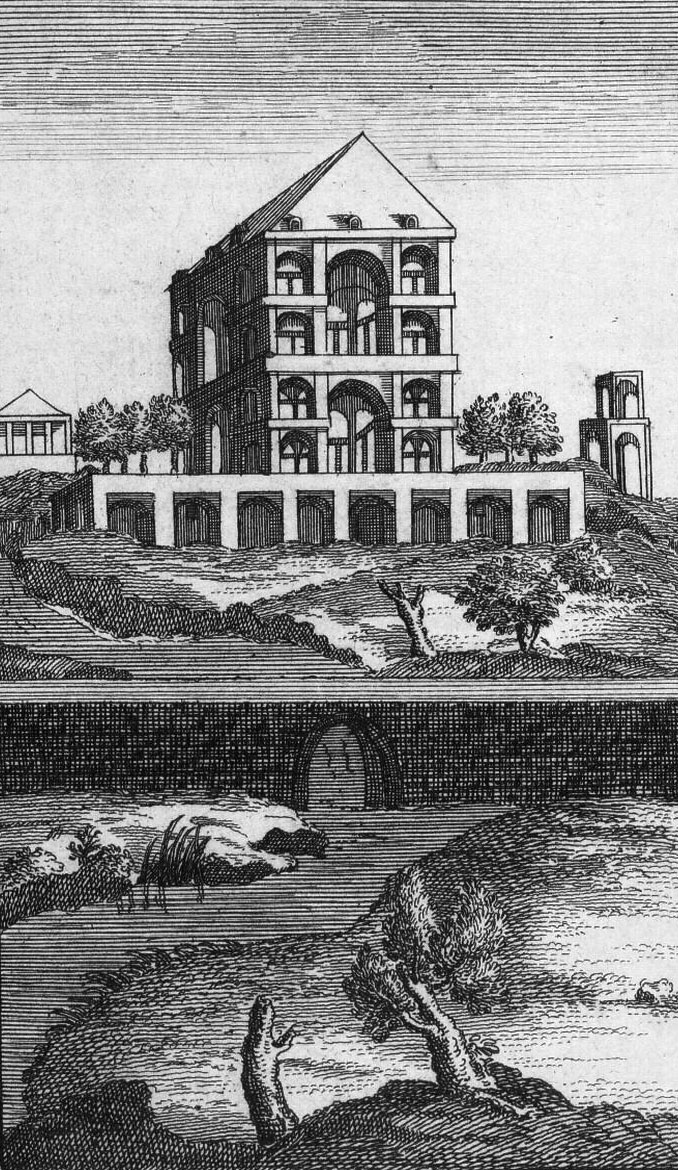
نقاشی از کاخ صفی‌آباد در بهشهر
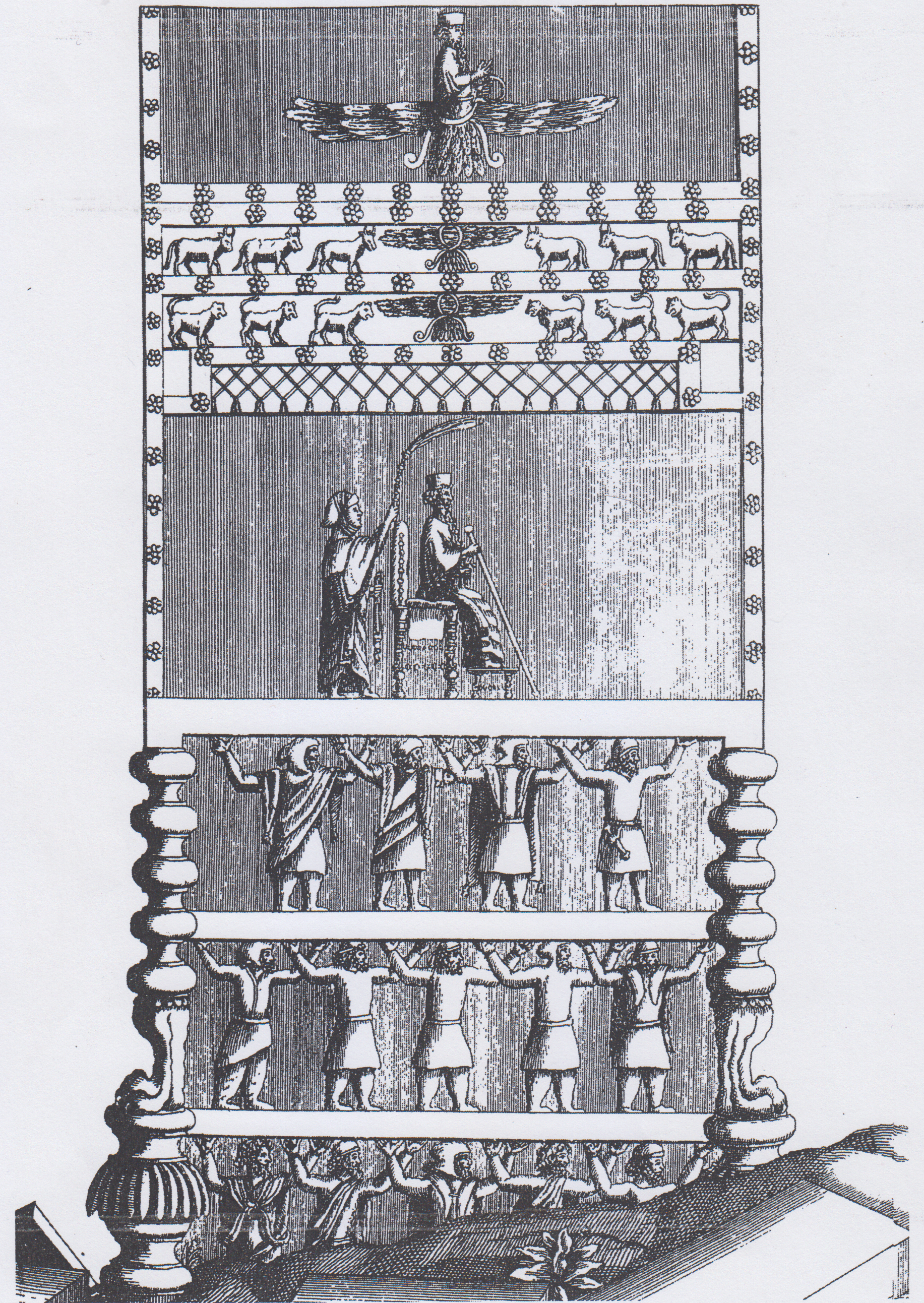
نگاره‌ای از تخت‌بران هخامنشی
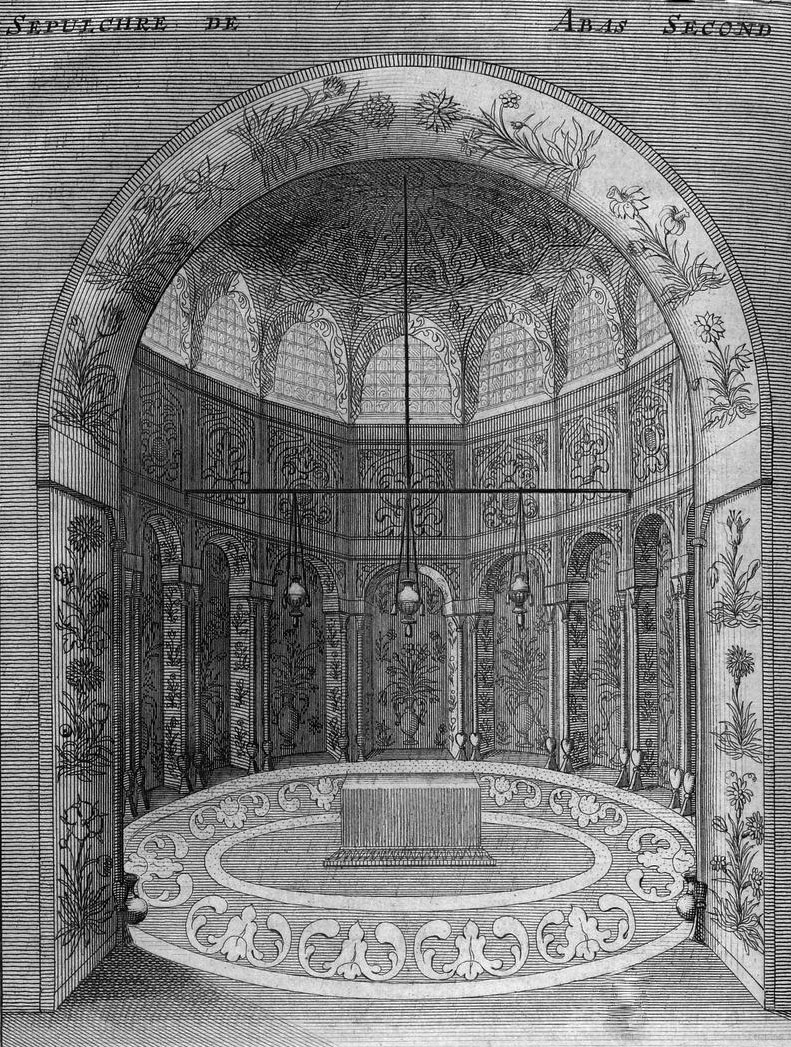
مقبره شاه عباس دوم
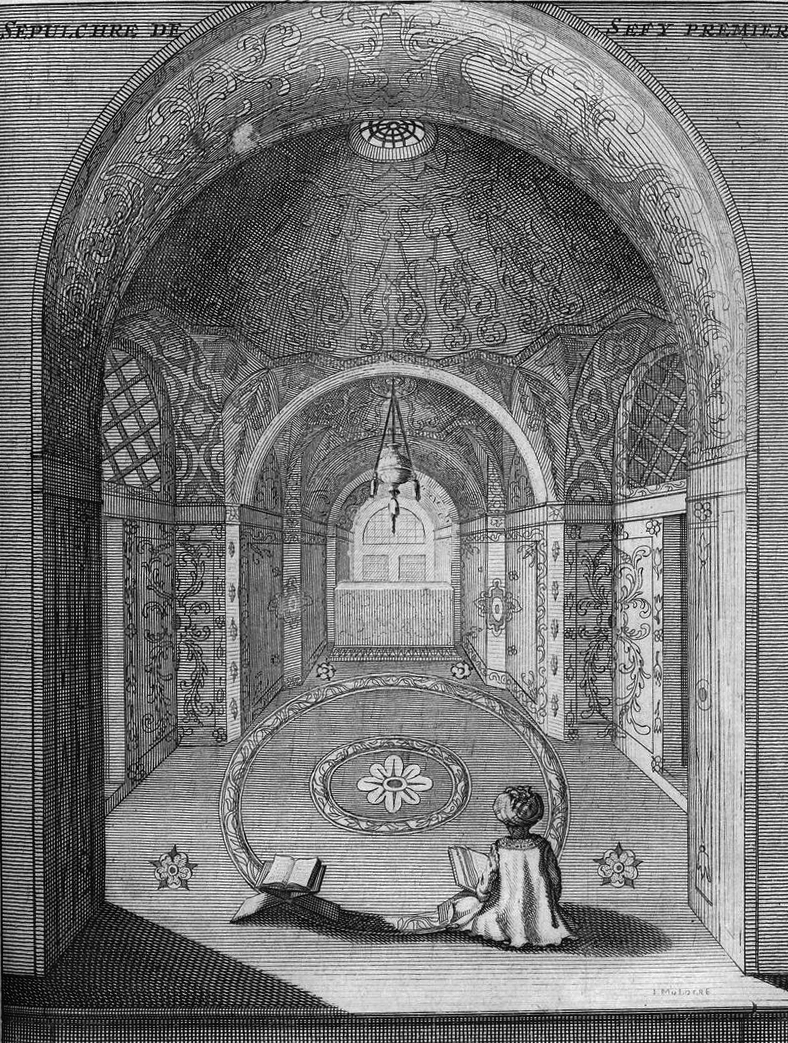
آرامگاه شاه صفی
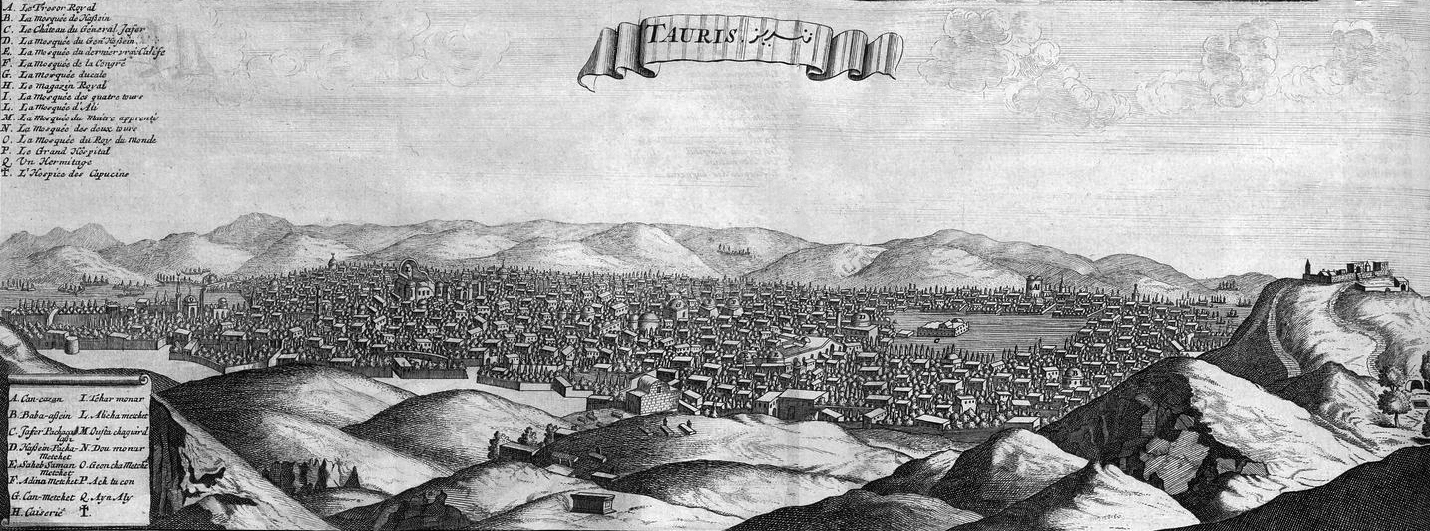
نمایی از شهر تبریز
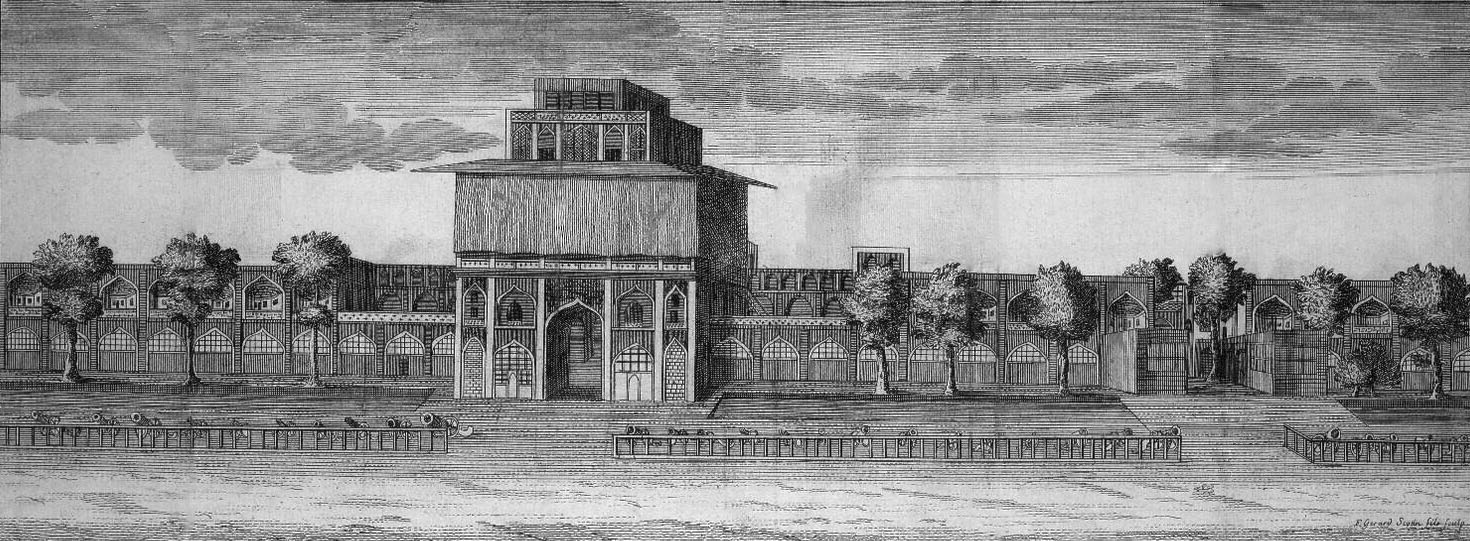
نمایی از عالی‌قاپو
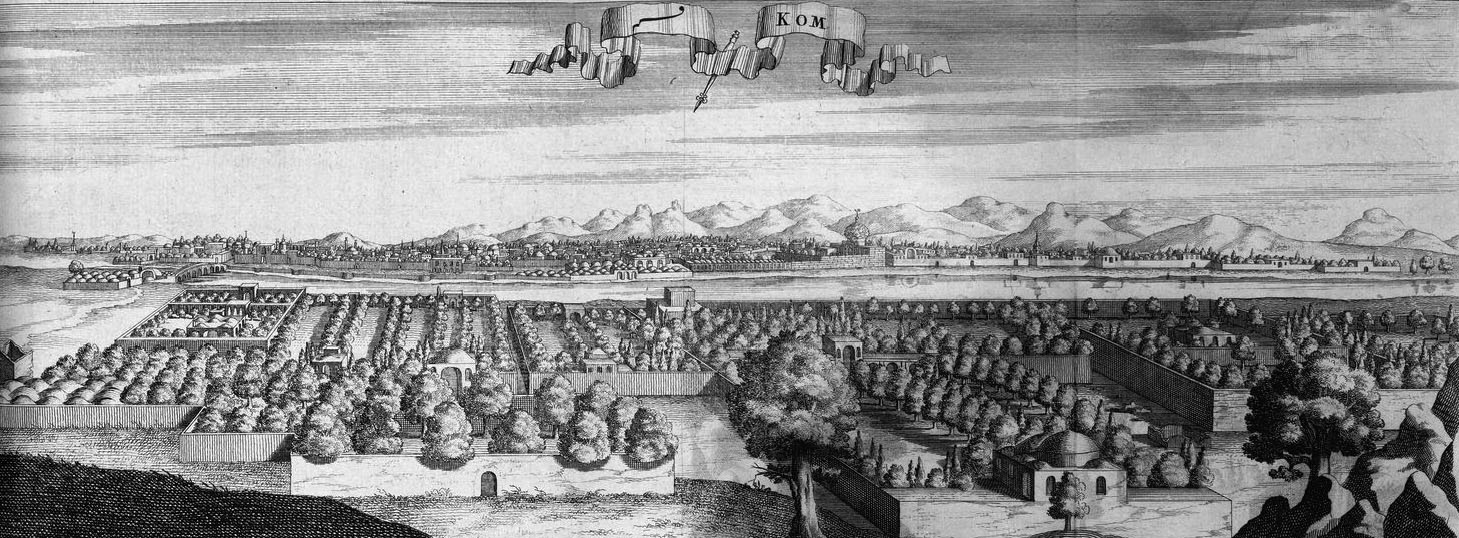
نمایی از شهر قم
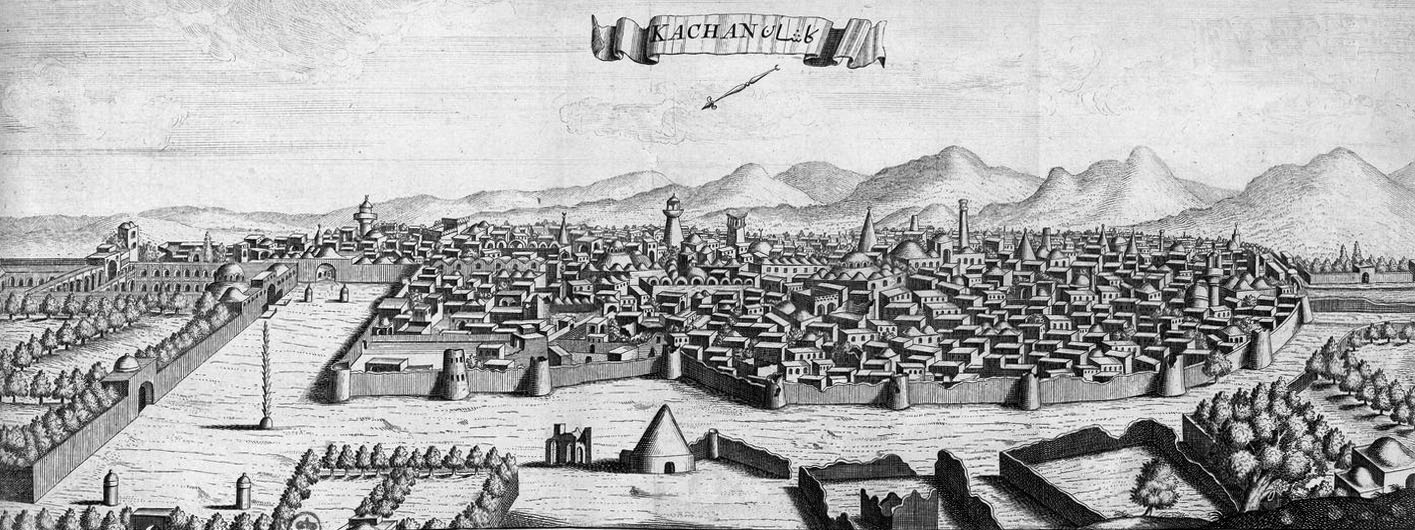
نمایی از شهر کاشان
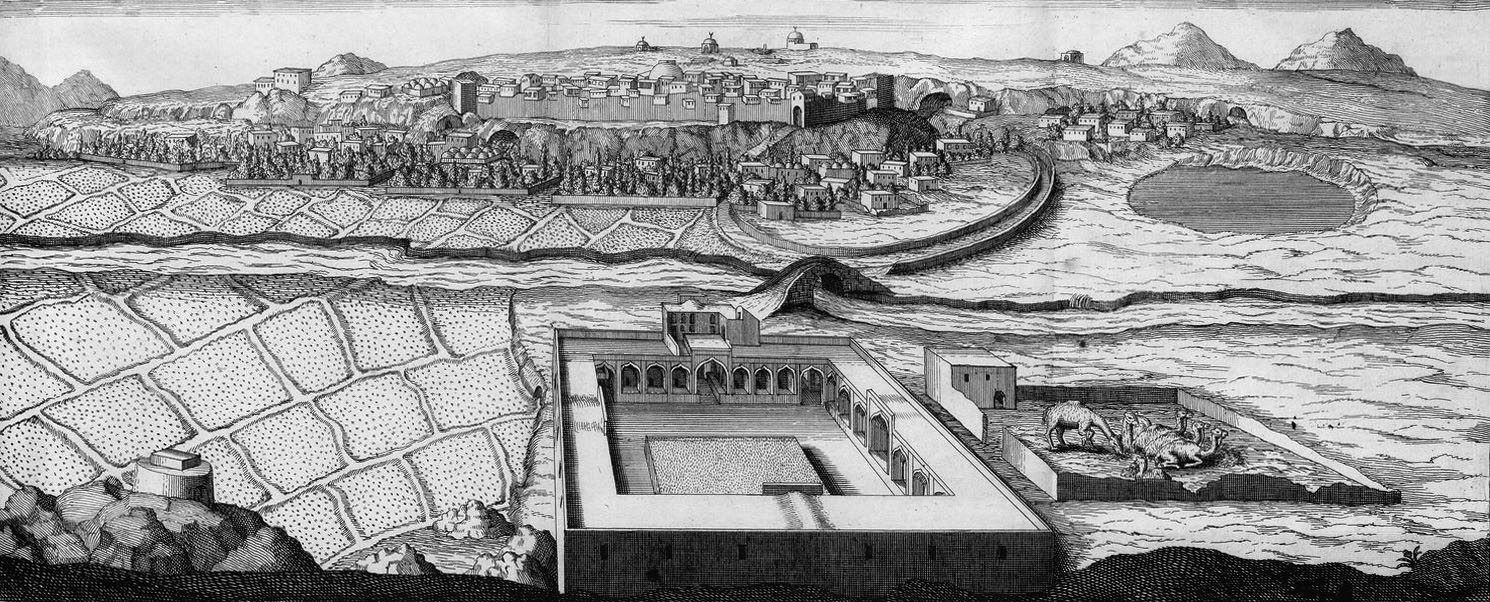
نمایی از ایزدخواست
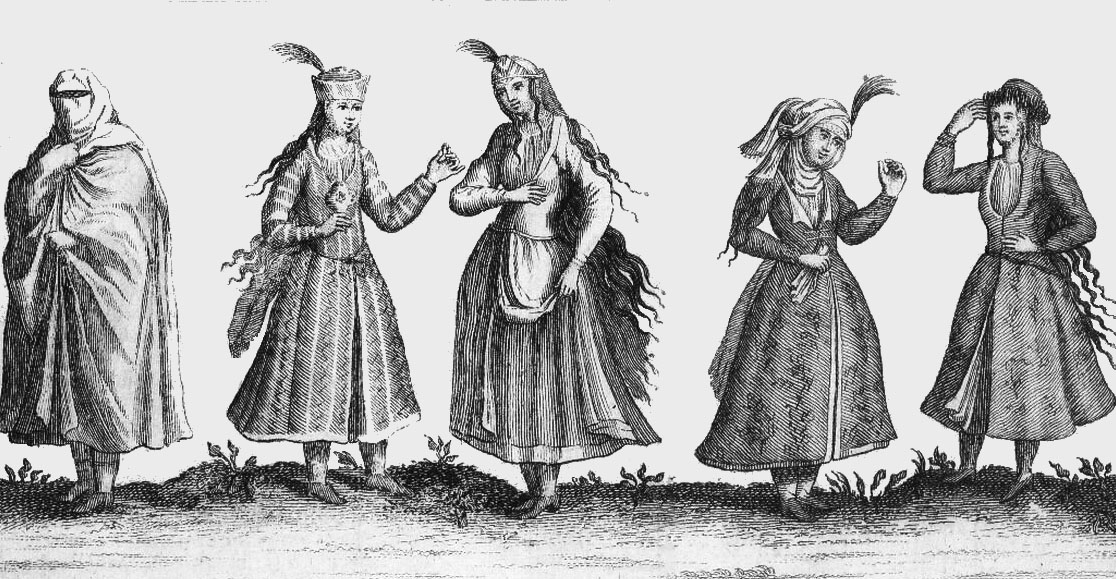
پوشش زنان در دوره صفویه
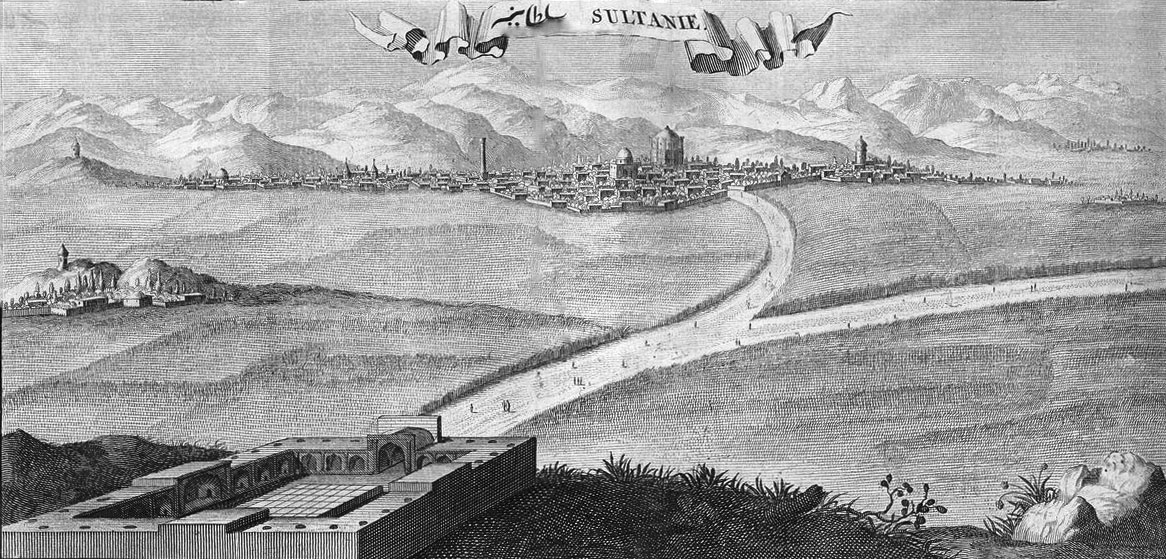
نمایی از شهر سلطانیه
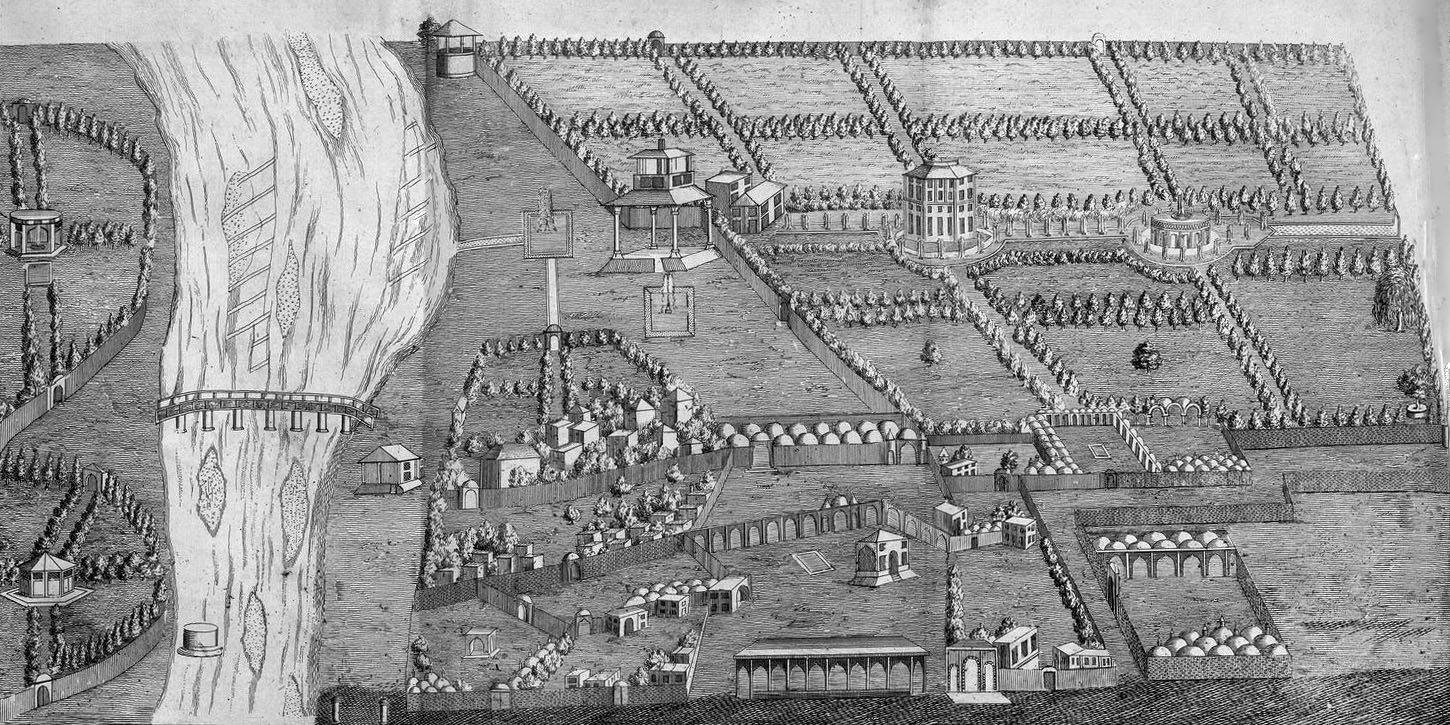
کاخ سعادت آباد در اصفهان
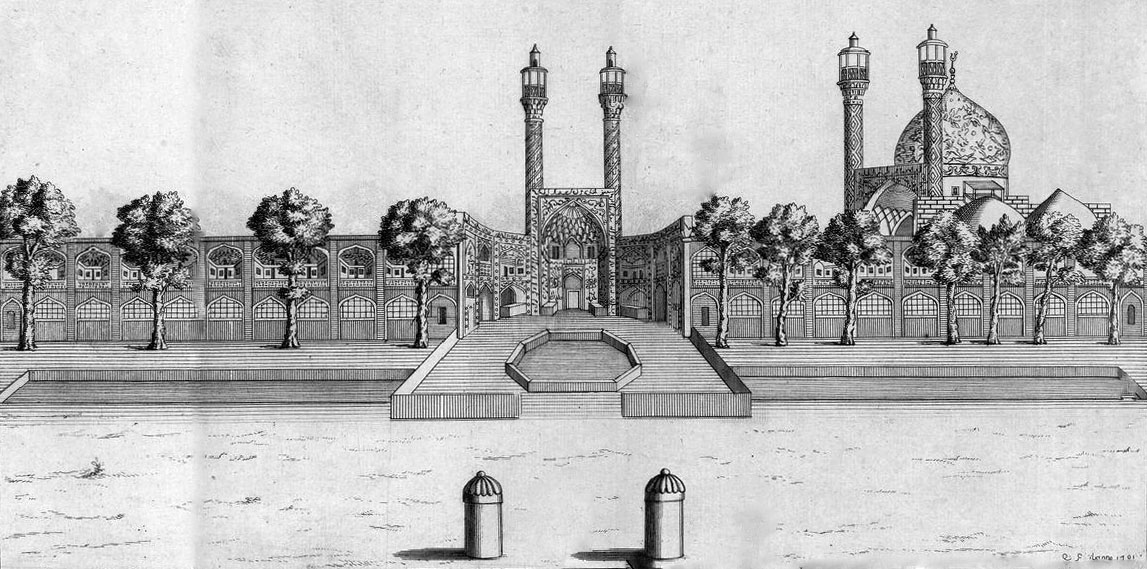
نمایی از مسجد شاه اصفهان
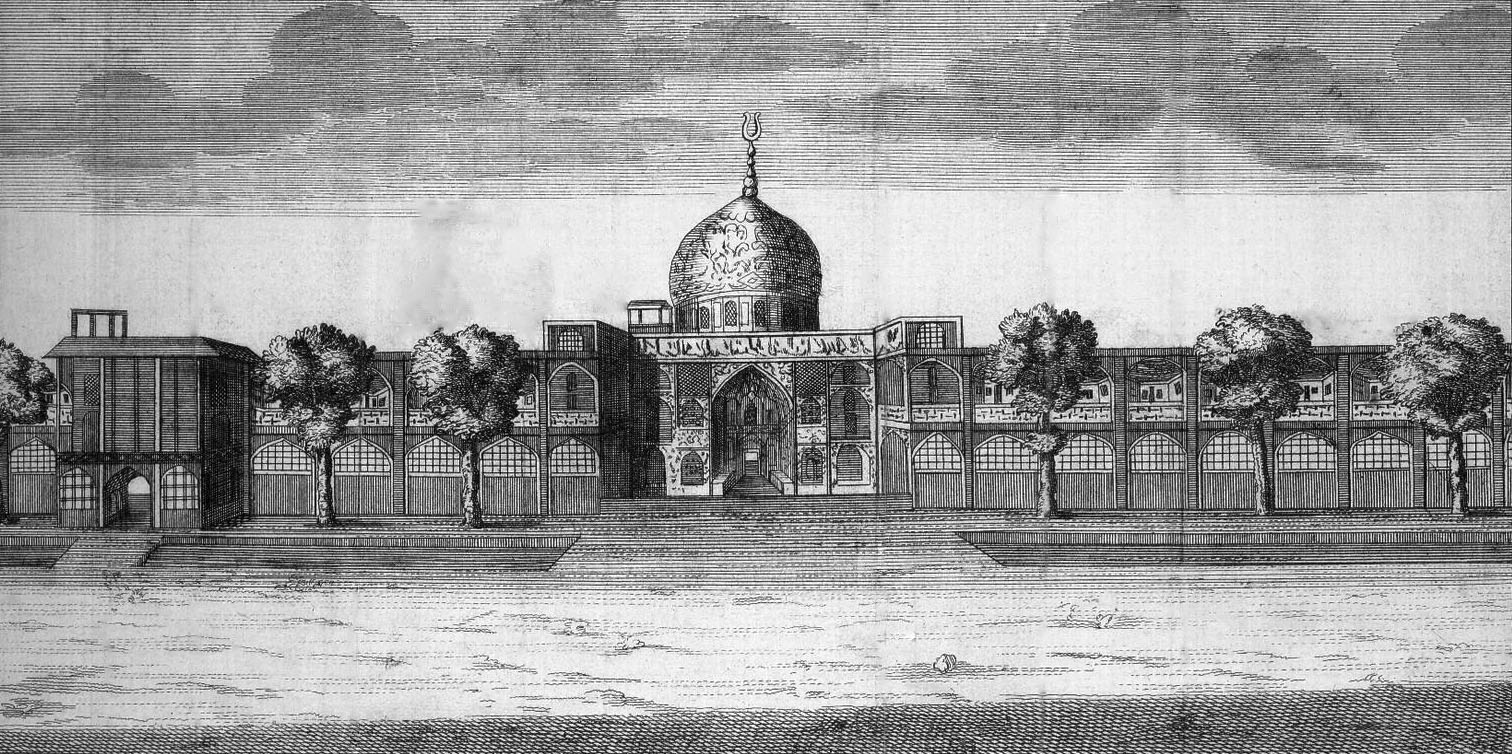
نمایی از مسجد شیخ لطف‌الله
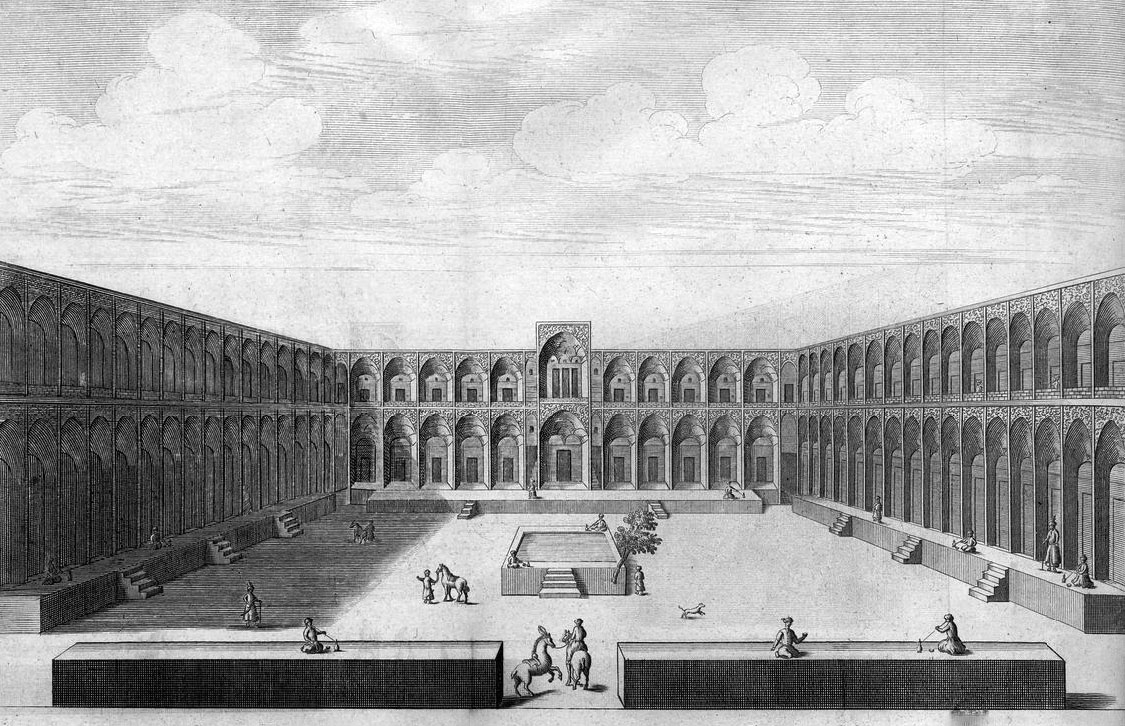
کاروانسرایی در کاشان
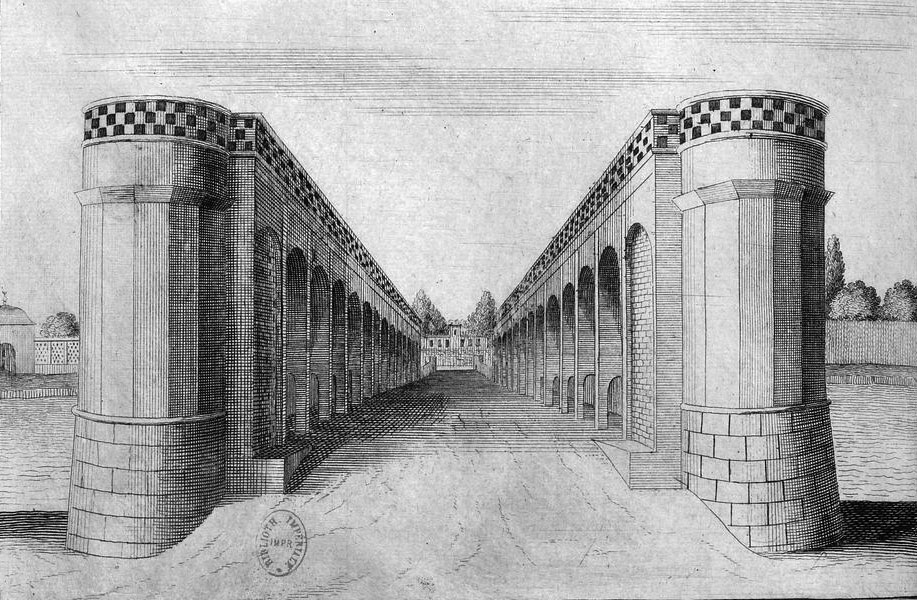
نمای درونی سی‌وسه پل
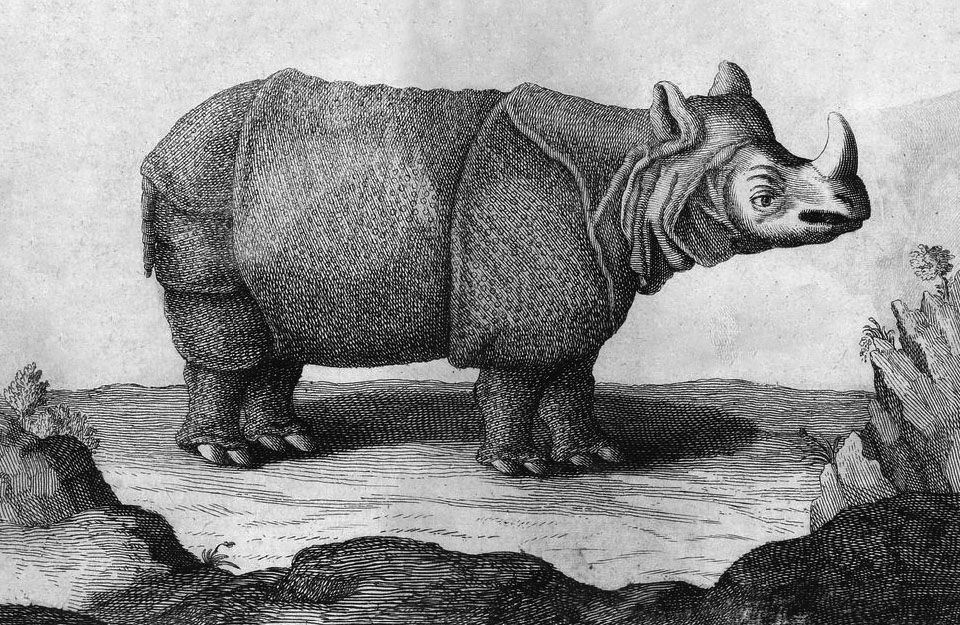
نقاشی یک کرگدن در ایران